# Vérin (Loira)
Vérin és un municipi francès situat al departament del Loira i a la regió d'Alvèrnia-Roine-Alps. L'any 2007 tenia 714 habitants.

## Demografia

### Població
El 2007 la població de fet de Vérin era de 714 persones. Hi havia 275 famílies de les quals 62 eren unipersonals (29 homes vivint sols i 33 dones vivint soles), 86 parelles sense fills, 102 parelles amb fills i 25 famílies monoparentals amb fills.
La població ha evolucionat segons el següent gràfic:
Habitants censats

### Habitatges
El 2007 hi havia 323 habitatges, 286 eren l'habitatge principal de la família, 17 eren segones residències i 20 estaven desocupats. 276 eren cases i 45 eren apartaments. Dels 286 habitatges principals, 230 estaven ocupats pels seus propietaris, 53 estaven llogats i ocupats pels llogaters i 2 estaven cedits a títol gratuït; 3 tenien una cambra, 15 en tenien dues, 48 en tenien tres, 84 en tenien quatre i 135 en tenien cinc o més. 207 habitatges disposaven pel capbaix d'una plaça de pàrquing. A 115 habitatges hi havia un automòbil i a 155 n'hi havia dos o més.

### Piràmide de població
La piràmide de població per edats i sexe el 2009 era:
| Homes | Edats   | Dones |
| ----- | ------- | ----- |
| 0     | 95 o +  | 0     |
| 0     | 90 a 94 | 4     |
| 0     | 85 a 89 | 4     |
| 4     | 80 a 84 | 0     |
| 4     | 75 a 79 | 4     |
| 12    | 70 a 74 | 12    |
| 20    | 65 a 69 | 20    |
| 16    | 60 a 64 | 16    |
| 8     | 55 a 59 | 16    |
| 20    | 50 a 54 | 12    |
| 24    | 45 a 49 | 32    |
| 24    | 40 a 44 | 8     |
| 28    | 35 a 39 | 36    |
| 16    | 30 a 34 | 28    |
| 16    | 25 a 29 | 20    |
| 4     | 20 a 24 | 32    |
| 20    | 15 a 19 | 28    |
| 16    | 10 a 14 | 8     |
| 20    | 5 a 9   | 20    |
| 4     | 0 a 4   | 16    |

## Economia
El 2007 la població en edat de treballar era de 468 persones, 368 eren actives i 100 eren inactives. De les 368 persones actives 342 estaven ocupades (178 homes i 164 dones) i 26 estaven aturades (10 homes i 16 dones). De les 100 persones inactives 33 estaven jubilades, 38 estaven estudiant i 29 estaven classificades com a «altres inactius».

### Ingressos
El 2009 a Vérin hi havia 273 unitats fiscals que integraven 703,5 persones, la mediana anual d'ingressos fiscals per persona era de 19.009 €.

### Activitats econòmiques
Dels 19 establiments que hi havia el 2007, 2 eren d'empreses de fabricació d'altres productes industrials, 6 d'empreses de construcció, 1 d'una empresa de comerç i reparació d'automòbils, 2 d'empreses d'hostatgeria i restauració, 2 d'empreses immobiliàries, 1 d'una empresa de serveis, 1 d'una entitat de l'administració pública i 4 d'empreses classificades com a «altres activitats de serveis».
Dels 9 establiments de servei als particulars que hi havia el 2009, 2 eren fusteries, 2 lampisteries, 2 restaurants, 2 agències immobiliàries i 1 saló de bellesa.
L'any 2000 a Vérin hi havia 10 explotacions agrícoles que ocupaven un total de 114 hectàrees.

## Equipaments sanitaris i escolars
El 2009 hi havia una escola maternal integrada dins d'un grup escolar amb les comunes properes formant una escola dispersa.

## Poblacions més properes
El següent diagrama mostra les poblacions més properes.